# Nierenbeckenentzündung
Die Nierenbeckenentzündung (lateinisch Pyelonephritis von altgriechisch πύελος pýelos, deutsch ‚Becken, Gefäß‘, νεφρός nepʰrós, deutsch ‚Niere‘, -itis = „entzündliche Krankheit“) ist eine meist durch bakterielle Infektionen verursachte, akut oder chronisch verlaufende Entzündung des Nierenbeckens mit Beteiligung des Nierenparenchyms (bakterielle interstitielle Nephritis, eitrige Nephritis). Sie kann einseitig (häufiger) oder beidseitig auftreten. Die Abgrenzung der Pyelonephritis von einem schweren Harnwegsinfekt ist schwierig und umstritten. Frauen erkranken aufgrund der kürzeren Harnröhre zwei- bis dreimal so häufig wie Männer.

## Risikofaktoren
Besonders häufig betroffen sind Patienten
- mit Harnabflussstörungen (Prostatahyperplasie, Nierensteine, Tumoren)
- mit geschwächtem Immunsystem (Diabetes mellitus, HIV-Infektion, nach Transplantation)
- mit angeborenen Fehlbildungen der Harnwege (Zystenniere, Blasenhalsstenose, Hufeisenniere)
- mit vesikorenalem Reflux
- mit Fremdkörpern im Urogenitalsystem (Blasenkatheter, Nephrostomiekatheter)
- in der Schwangerschaft (Pyelonephritis gravidarum, Schwangerschaftsniere).

Eine nicht ausgeheilte akute Pyelonephritis geht häufig in die chronische Form über, welche aber auch primär entstehen kann.

## Erreger
Escherichia coli ist in mehr als 80 % der akuten Pyelonephritiden der vorherrschende Erreger. Einige Stämme besitzen P-Fimbrien, mit denen sie speziell Urothel (Epithel der ableitenden Harnwege) durch Anhaftung kolonisieren können. Immungeschwächte Patienten neigen eher zu Infektionen mit Klebsiellen, Enterokokken, Clostridien und Candida albicans, welche auch mit einem erhöhten Risiko für eine schwerer verlaufende Pyelonephritis verbunden sind. Weitere Erreger sind Proteus mirabilis, Pseudomonas, Serratia, Staphylococcus saprophyticus.

## Pathogenese
In den meisten Fällen wird das Nierenbecken und die Niere durch aus der Blase über den Harnleiter aufsteigende Erreger infiziert (aszendierende Infektion). Das Aufsteigen wird durch einen Reflux von Urin aus der Harnblase ins Nierenbecken oder einen Aufstau der Blase und einen Rückstau bis in die Nieren erleichtert. Weitaus seltener ist die deszendierende Infektion über die Lymphe oder das Blut, auch im Rahmen einer Sepsis.
Im Rahmen einer Pyelitis kann es zum Übergreifen der Entzündung auf das Nierengewebe kommen.
Pathogenetisch im Vordergrund steht zunächst die Adhäsion (Bindung) der Erreger an die Zellen der ableitenden Harnwege (Uroepithelien). Die Adhäsion erfolgt über Bindungsstellen der Bakterien, zumeist so genannte Typ-I-Fimbrien, oder Pili (kleine Härchen) mit Membran-Komponenten der Zelloberflächen. Diese sind ähnlich oder identisch mit Blutgruppen-Antigenen bzw. deren Untergruppen. Bakterien können nach Bindung, sofern sie virulent sind, auch in die Zellen des Urogenitaltrakts eindringen und die Epithelbarriere überschreiten (Invasion). Auch wenn die Infektionsabwehr des Körpers durch Leukozyten, Antikörper und Komplement die primäre Infektion durch Abtöten der Erreger überwindet, können diese dennoch lange Zeit als tote Fragmente im Gewebe, z. B. der Niere oder der Blase, fortbestehen (sog. „Persister“).
Man vermutet, dass diese Persister eine chronische Pyelonephritis unterhalten können.

## Pathohistologie
Makroskopisch sind auf der Nierenoberfläche herdförmige oder kleine diffuse gelbe Herde sichtbar (Abszesse). Auf der Nierenschnittfläche finden sich streifenförmige Eiterstraßen vom Mark zur Rinde. Histologisch finden sich Zerstörungen von Nierenkanälchen und Glomerula. Die abszedierte (geeiterte) Pyelonephritis zeigt typische Einschmelzungen und heilt dann in der Regel unter Narbenbildung ab.

## Symptomatik
Charakteristisch für die akute Form ist ein plötzlich einsetzendes schweres Krankheitsgefühl. Hinzu kommen Symptome, die auf eine Infektion des oberen Urogenitaltraktes hinweisen, wie Fieber, Schüttelfrost, Flankenschmerz, Klopf- und Druckschmerz im Bereich des Nierenlagers, Übelkeit, Schwindel und bei schwerem Verlauf auch Erbrechen. Symptome der Blasenentzündung können ebenfalls vorhanden sein. Dazu zählen Pollakisurie (häufige Blasenentleerungen bei nicht erhöhter Harnmenge), Dysurie (erschwertes oder schmerzhaftes Wasserlassen), Hämaturie (blutiger Urin).
Bei der akuten Pyelonephritis ist die Nierenfunktion nicht eingeschränkt.
Bis zu einem Drittel der älteren Patienten haben kein Fieber, hier dominieren gastrointestinale und pulmonale Symptome.
Bei der chronischen Form kann das Beschwerdebild zunächst fehlen. Hier stehen eher unspezifische Symptome wie Leistungsminderung, Kopfschmerzen, Inappetenz mit Gewichtsabnahme, Müdigkeit oder Pollakisurie im Vordergrund. Der Verlauf ist im Gegensatz zur akuten Pyelonephritis schleichend oder schubweise.

## Diagnostik
Die zweifelsfreie Diagnosestellung einer Pyelonephritis in Abgrenzung von einem schweren unteren Harnwegsinfekt (Blase und Harnröhre) erfordert den Nachweis von Bakterien aus einem Punktat des Nierenbeckens. Auf Grund der möglichen Komplikationen wird dies nur im Falle der gleichzeitigen Anlage einer perkutanen Nephrostomie durchgeführt.
Ist im Urintest auf Leukozyten (Leukozyturie) und Nitrit mindestens einer der beiden Parameter positiv, handelt es sich mit einer Sensitivität von 75 % bis 84 % und einer Spezifität von 82 bis 98 % um Harnwegsinfektionen. Eventuell können auch Erythrozyten (Erythrozyturie) und kleine Proteine wie α1-Mikroglobulin (tubuläre Proteinurie) nachgewiesen werden.
Der Mittelstrahlurin wird außerdem bakteriologisch untersucht (Erreger- und Resistenzbestimmung). Urinkulturen sind bei 90 % der Patienten mit akuter Pyelonephritis positiv.
Im Blut kommt es zur Leukozytose (Vermehrung der weißen Blutzellen) und einem Anstieg des CRPs (Akute-Phase-Protein). Bei Verdacht auf Sepsis werden Blutkulturen abgenommen.
Mit einer Ausscheidungsurographie können Veränderungen des Nierengewebes erkannt werden. Die Sonographie und die Computertomographie kommen bei komplizierteren Verläufen zum Ausschluss von Komplikationen zur Anwendung.
Durch den Einsatz der 99Tc-DMSA-Nierenszintigrafie kann das Ausmaß der Narbenbildung durch die Pyelonephritis abgeschätzt werden.

## Komplikationen
Pyelonephritiden können wegen der guten Durchblutung der Nieren zur Erregerstreuung ins Blut führen. Diese Urosepsis ist lebensbedrohlich.
Bei Durchbruch der Entzündung durch die Nierenkapsel bildet sich ein perinephritischer Abszess. Diese Abszesse müssen punktiert oder chirurgisch saniert werden.
Die chronische Pyelonephritis führt zum Verlust von funktionellem Nierengewebe bis zur pyelonephritischen Schrumpfniere und zur Niereninsuffizienz.
In der Schwangerschaft kann eine Pyelonephritis zu einer bedeutend erhöhten mütterlichen wie fetalen Krankheitsrate und Sterblichkeit führen.
Die emphysematöse Pyelonephritis ist selten und betrifft fast ausschließlich Diabetiker. Sie ist durch eine Gasansammlung im Parenchym der Niere sowie des umliegenden Gewebes gekennzeichnet und wird durch gasproduzierende Aerobier und fakultative Anaerobier verursacht.
Die Xanthogranulomatöse Pyelonephritis ist ebenfalls selten (Inzidenz 1,7 / 100.000) und bildet sich vor allem bei Harnabflussstörungen aus. Die Niere ist knotig vergrößert mit Einlagerung von lipoidhaltigen Makrophagen. Sie ist klinisch und bildgebend schwer von einem Nierenzellkarzinom zu unterscheiden, die Diagnose wird meist erst histologisch gestellt.

## Therapie

### Unspezifische Maßnahmen
Wichtig ist eine reichliche Flüssigkeitszufuhr (mehr als zwei Liter pro Tag), um die Harnwege zu spülen und damit eine Reduzierung der Keimzahl zu erreichen. Sie dient außerdem dem Ausgleich des durch das Fieber entstandenen Flüssigkeitsverlustes.
Bettruhe sollte eingehalten werden.
Der Nutzen einer Ansäuerung des Harns, z. B. mit Methionin, ist umstritten.

### Antibiotika
Bei der akuten Pyelonephritis ist eine Antibiotikagabe über mindestens 10 Tage erforderlich. Bei bestehender Schwangerschaft ist dazu immer eine stationäre Aufnahme erforderlich. Schwere Infektionen sollten mit Fluorchinolonen, z. B. Ciprofloxacin, oder mit Breitspektrum-Cephalosporinen, auch in Kombination mit Aminoglykosiden, behandelt werden.
Zur Anwendung kommen außerdem Amoxicillin, Piperacillin mit Tazobactam sowie Imipenem.
Wenn möglich erfolgt die Therapie (differenziert nach der Art der Pyelonephritis: akut unkompliziert, schwere Infektion, nosokomial erworben, fieberhaft, kompliziert) nach Erreger- und Resistenzbestimmung.
Die perorale Gabe ist zu bevorzugen, wenn es der klinische Zustand des Patienten erlaubt. In einer Studie mit 141 Patienten war die intravenöse Gabe von Ciprofloxacin der oralen nicht überlegen.

### Antimykotika
Bei Nachweis einer Pilzinfektion erfolgt die Therapie mit Fluconazol oder Amphotericin B.

### Chirurgisch
Liegt eine Harnabflussstörung vor, wird diese entsprechend behandelt.
Eine infizierte Harnstauungsniere macht die sofortige Drainierung des Harntraktes erforderlich, hierfür kommt die perkutane Nephrostomie in Frage.
Vorhandene Abszesse werden mittels perkutaner Abszessdrainage entleert.
Bei emphysematöser oder xanthogranulomatöser Pyelonephritis sowie nicht stabilisierbarer Sepsis ist die Nephrektomie das Mittel der Wahl.

## Ältere Literatur
- Joachim Frey: Hämorrhagische Nephritiden. In: Ludwig Heilmeyer (Hrsg.): Lehrbuch der Inneren Medizin. Springer-Verlag, Berlin/Göttingen/Heidelberg 1955; 2. Auflage ebenda 1961, S. 926–951, hier: S. 940–945 (Eitrige Nephritis, Schwangerschaftsniere).